# Tommy Morrison
Tommy David Morrison, pseud. The Duke (ur. 2 stycznia 1969 w Gravette, Arkansas, zm. 1 września 2013 w Omaha, Nebraska) – amerykański bokser, mistrz świata kategorii ciężkiej WBO (1993) i IBC (1995). W filmie Rocky V (1990) wystąpił jako Tommy „Machine” Gunn.

## Życiorys

### Wczesne lata
Urodził się w Gravette, w stanie Arkansas jako syn Diany i Timothy’ego Davida „Tima” Morrisona (1944-2014), emerytowanego pracownika budowlanego. Wychowywał się w Hrabstwo Delaware w Oklahomie, spędzając większość swoich lat jako nastolatek w Jay. Jego starszy brat Tim Morrison Jr. (ur. 1965) był także bokserem.
Kiedy miał 13 lat użył fałszywego dokumentu tożsamości i wziął udział w piętnastu zawodach „Twardziel” (minimalny wiek uczestników to 21 lat); przegrał tylko jeden z tych meczów. Po ukończeniu szkoły średniej, w 1988 otrzymał stypendium piłkarskie na Emporia State University, zapraszany do gry w zespole uniwersyteckim. W tym samym roku, w wieku 19 lat, zdobył tytuł Regional Heavyweight – Golden Gloves Kansas City od Donalda Ellisa i awansował do National Golden Gloves w Omaha w stanie Nebraska.

### Kariera bokserska
Swoją profesjonalną karierę rozpoczął 10 listopada 1988 na ringu w Nowym Jorku, kiedy znokautował Williama Muhammada.
W 1989 podczas walk miał 19 zwycięstw, w tym 15 przez nokaut, a wśród pobitych bojowników byli m.in. Lorenzo Boyd, Steve Zouski, David Jaco, Lorenzo Canady czy choćby Ken Lakusta. 18 października 1991 roku otrzymał pierwszą w karierze szansę walki o tytuł mistrza świata federacji WBO. Przegrał w piątej rundzie przez TKO z również wówczas niepokonanym Rayem Mercerem kończąc tym samym swoją passę 28 kolejnych walk bez porażki.
Najważniejszy w zawodowej karierze pojedynek stoczył 6 lipca 1993, kiedy to pokonał legendę boksu zawodowego George'a Foremana i w swoim drugim podejściu zdobył tytuł mistrza świata federacji WBO w wadze ciężkiej, który sensacyjnie stracił niespełna pięć miesięcy później w walce z Michaelem Benttem. Ostatnim „pasem” w karierze był tytuł mało znaczącej federacji IBC. Zdobył go w 1995 pokonując Donovana Ruddocka, by cztery miesiące później stracić go na rzecz Lennoxa Lewisa.
Musiał przerwać karierę sportową po tym jak w 15 lutego 1996 stwierdzono u niego, że jest nosicielem wirusa HIV. Powrócił na ring w 2007 roku pokonując przez TKO w drugiej rundzie Johna Castle. Rok później stoczył ostatnią walkę wygrywając z Mattem Weishaarem. Łącznie, podczas całej swojej kariery, wliczając potyczki na ringu amatorskim, stoczył 368 walk, z których wygrał 343 (w tym 315 przez nokaut), przegrał 24 razy oraz odnotował 1 remis.

### Kariera filmowa
Na ekranie kinowym zadebiutował jako Dave – wojownik ruchu oporu w dreszczowcu science fiction Johna Carpentera Oni żyją (They Live, 1988) u boku Roddy’ego Pipera, Keitha Davida i Meg Foster. Jego walki bokserskie stały się inspiracją scenariusza filmu Sylvestra Stallone Rocky V (1990), gdzie zagrał postać boksera Tommy’ego „Machine” Gunna. Pojawił się na srebrnym ekranie w roli Leo w jednym z odcinków sitcomu CBS Cybill (1996) pt. „Educating Zoey” z Cybill Shepherd, dramacie kryminalnym Trójka z West Memphis (West Memphis Three, 2005) oraz filmie Walk On (2005).

## Życie prywatne
Był ojcem Treya Lippe (ur. 27 września 1989) i Jamesa McKenziego Witta (ur. 18 lipca 1990). 18 maja 1996 ożenił się z Dawn Freeman. Jednak w 2000 doszło do rozwodu. 17 września 2001 poślubił Dawn Gilbert, z którą się rozwiódł w 2007. W 2011 ożenił się z Trishą Harding. Mieszkał w White County w stanie Tennessee.
W 1996 u Morrisona zdiagnozowano HIV, chociaż wyniki testów były różne w kolejnych latach. Zmarł 1 września 2013 w Nebraska Medical Center w Omaha w stanie Nebraska w wieku 44 lat. Przyczyną śmierci było zatrzymanie akcji serca, wynikające z niewydolności wielonarządowej, spowodowanej wstrząsem septycznym w wyniku zakażenia pałeczką ropy błękitnej.